# Kamouflageskrifter
Kamouflageskrifter - eller på tyska Tarnschriften - var ett sätt att lura den nazistiska censuren i Tyskland mellan 1933 och 1945. Metoden innebar att den verkliga skriften doldes bakom falska omslag och titelsidor, ibland behövde censorn bläddra fram flera sidor för att kunna upptäcka det egentliga materialet. Mestadels spreds skrifterna av Tysklands kommunistiska parti (KPD) men även socialdemokraterna använde sig av metoden. Publikationerna trycktes utomlands och smugglades sedan in i Tyskland, en livsfarlig syssla för de inblandade som kunde straffas med döden vid upptäckt. Hur många skrifter som gavs ut på det här sättet är oklart men ungefär 1 000 titlar har överlevt in i våra dagar. I Sverige förekom en liknande verksamhet i liten skala mellan 1886 och 1915, minst fyra böcker utgivna av Bonniers försågs med falska omslag och smugglades in i Finland för att undgå tsarens censur. 